# Piotr Wachenius
Piotr Wachenius, także Wachenius Strelicenius, Wachenius Strzelecki, Wacheniusz, Wacha (ur. ok. 1550 w Strzelcach, zm. po 1617) – śląski mieszczanin, polemista religijny, poeta, poborca podatkowy i celny.

## Życiorys
Brak bezpośrednich źródeł odnoszących się do biografii Piotra Wacheniusa. Wiele wskazuje, że wywodził się ze środowiska wyznaniowego Jednoty Braci Czeskich i był spolonizowanym potomkiem czeskich emigrantów religijnych, którzy w 1548 r. schronili się m.in. na Śląsku. Mógł pochodzić z jednej z kilku miejscowości na Morawach o nazwie Strzelce.
Najprawdopodobniej jednak urodził się i wychował w Strzelcach Opolskich. Wywodził się ze stanu mieszczańskiego i był spokrewniony z pochodzącą ze Strzelec Opolskich rodziną Wochów, której przedstawiciele – Izajasz Wochius studiował w 1607 roku na uniwersytecie praskim, a Paweł Wochius Strelicenus był pastorem w Golasowicach.
Posiadał dość gruntowne wykształcenie, o czym świadczy znajomość łaciny, być może języka czeskiego, liczne w jego twórczości odwołania do literatury doby Renesansu oraz cytaty z dzieł pisarzy kościelnych i teologów. Nie wiadomo czy kształcił się na Śląsku, czy w jednej z licznych w Małopolsce szkół kalwińskich.
W roku 1612 był cesarskim poborcą ceł i podatku piwnego w Pszczynie. Pobierał cło należące do regaliów oraz podatek od obywateli, którzy warzyli i sprzedawali piwo. Funkcję tę pełnił jeszcze w 1617 roku.
Był kalwinistą zaangażowanym w życie religijne protestantów śląskich i małopolskich. Prowadził zaciętą polemikę z katolikami. Utrzymywał ścisłe kontakty z przedstawicielami różnowierstwa polskiego i środowiskiem wyznaniowym braci czeskich. Współpracował z kalwińskimi duchownymi: Franciszkiem Stankarem młodszym i Krzysztofem Kraińskim. Utrzymywał kontakty również z braćmi polskimi. Wyraźne związki łączyły go z Bartłomiejem Bythnerem seniorem kalwińskiego dystryktu oświęcimskiego, który był jego przyjacielem i protektorem.

## Twórczość
Jest znany jako autor trzech tytułów wydanych przez drukarnię protestancką w Łaszczowie w 1612 r.
Wierne a prawdziwe okazanie, który zakon a która wiara od Pana Boga, i co zakon, a co wiara jest –  traktat silnie przesycony treściami polemicznymi w stosunku do katolicyzmu, poświęcony zagadnieniom ikonoklazmu. Utwór zawiera opisy obrzędowości religijnej nie pozbawione elementów ciętej satyry, w której dostrzec można wpływ pisarstwa Mikołaja Reja.
Summa świętego krześciańskiego nabożeństwa – zbiór modlitw i podstawowych prawd wiary, będący rodzajem katechizmu, adresowanego do prostego odbiorcy, zawierający zwięzły wykład podstawowych zasad wiary chrześcijańskiej w ujęciu ewangelickim.
Hymny moje domowe. Każdemu człowiekowi przykład osobliwy, ku nabożności i pokucie szczodrobliwy – zbiór dwudziestu dwu wierszy lirycznych o charakterze religijnym. Utwory przeznaczone były do śpiewania bądź recytowania podczas domowych zgromadzeń ludności protestanckiej. Nawiązywały do tradycji hymnicznej, zwłaszcza Pieśni i Psałterza Dawidowego Jana Kochanowskiego.
Oryginały utworów przechowywane są w Bibliotece Zakładu Narodowego im. Ossolińskich we Wrocławiu.
Teksty Wacheniusa stanowią przykład protestanckiego piśmiennictwa śląskiego. Utwory o wyraźnie kalwińskim obliczu konfesyjnym, przeznaczone były dla ewangelickiej ludności plebejskiej na Śląsku i w Małopolsce. Jego twórczość religijna i poetycka pozostawała pod silnym wpływem kultury polskiej doby Renesansu i reformacji, o czym świadczą odwołania do dzieł Jana Kochanowskiego, Marcina Kromera czy ślady inspiracji twórczością Mikołaja Reja oraz Marcina Krowickiego.

## Projekt badawczy Wachenius
W 2017 roku uruchomiono projekt birofilsko-kulturowy „Wachenius”, będący efektem współpracy Wydziału Biologii i Ochrony Środowiska oraz Wydziału Filologicznego Uniwersytetu Śląskiego. Projekt miał na celu przypomnienie dziedzictwa kulturowego dawnych pszczyńskich piwowarów i postaci Piotra Wacheniusa.
Jednym z efektów projektu było powstanie marki piwa „Wachenius”. Inicjatorem przedsięwzięcia „BioWar – Petrus Wachenius” była Sekcja Mikrobiologiczna Interdyscyplinarnego Koła Naukowego Przyrodników „Planeta” oraz Międzywydziałowe Doktoranckie Koło Naukowe Humanistów Uniwersytetu Śląskiego w Katowicach. Partnerami przedsięwzięcia zostały – Towarzystwo Miłośników Ziemi Pszczyńskiej oraz Polskie Stowarzyszenie Piwowarów Domowych.
Piwo jasne, pszeniczne uwarzono na podstawie historycznej receptury z wykorzystaniem tradycyjnego polskiego chmielu Marynka oraz drożdży izolowanych z szesnastowiecznych piwnic starego browaru i filtrowano, wykorzystując starodawną metodę przez słomę.
W 2022 roku uruchomiono w Pszczynie browar rzemieślniczy wraz z restauracją i pensjonatem o nazwie Brovar 16 Petrus Wachenius. Lokal mieści się w XVIII-wiecznej kamienicy pod nr 16 przy pszczyńskim rynku. W browarze warzone jest m.in. niefiltrowane piwo pszeniczne Petrus Wachenius.

## Upamiętnienie
W 2008 r. postać Piotra Wacheniusa została upamiętniona tablicą wmurowaną w fasadę kamienicy dawnego Urzędu Skarbowego w Pszczynie.
W 2022 r. w Polskim Radiu Katowice nagrano podcast w serii „Przeboje literatury polskiej”, w którym Dariusz Rott opowiada o Piotrze Wacheniusie
https://podcasty.radio.katowice.pl/przeboje-literatury-polskiej-odc-20-piotr-wachenius/

## Galeria zdjęć

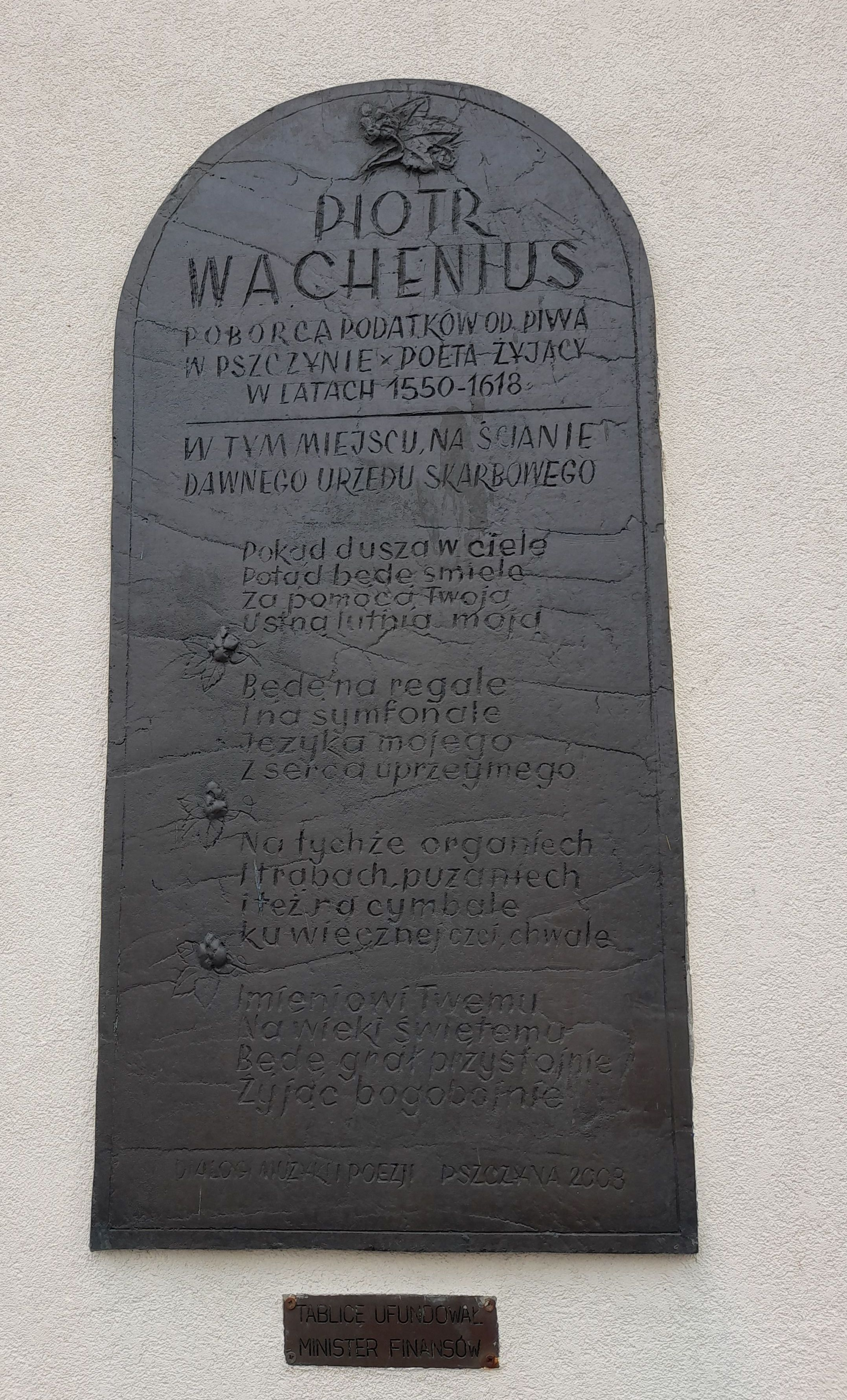
tablica pamiątkowa
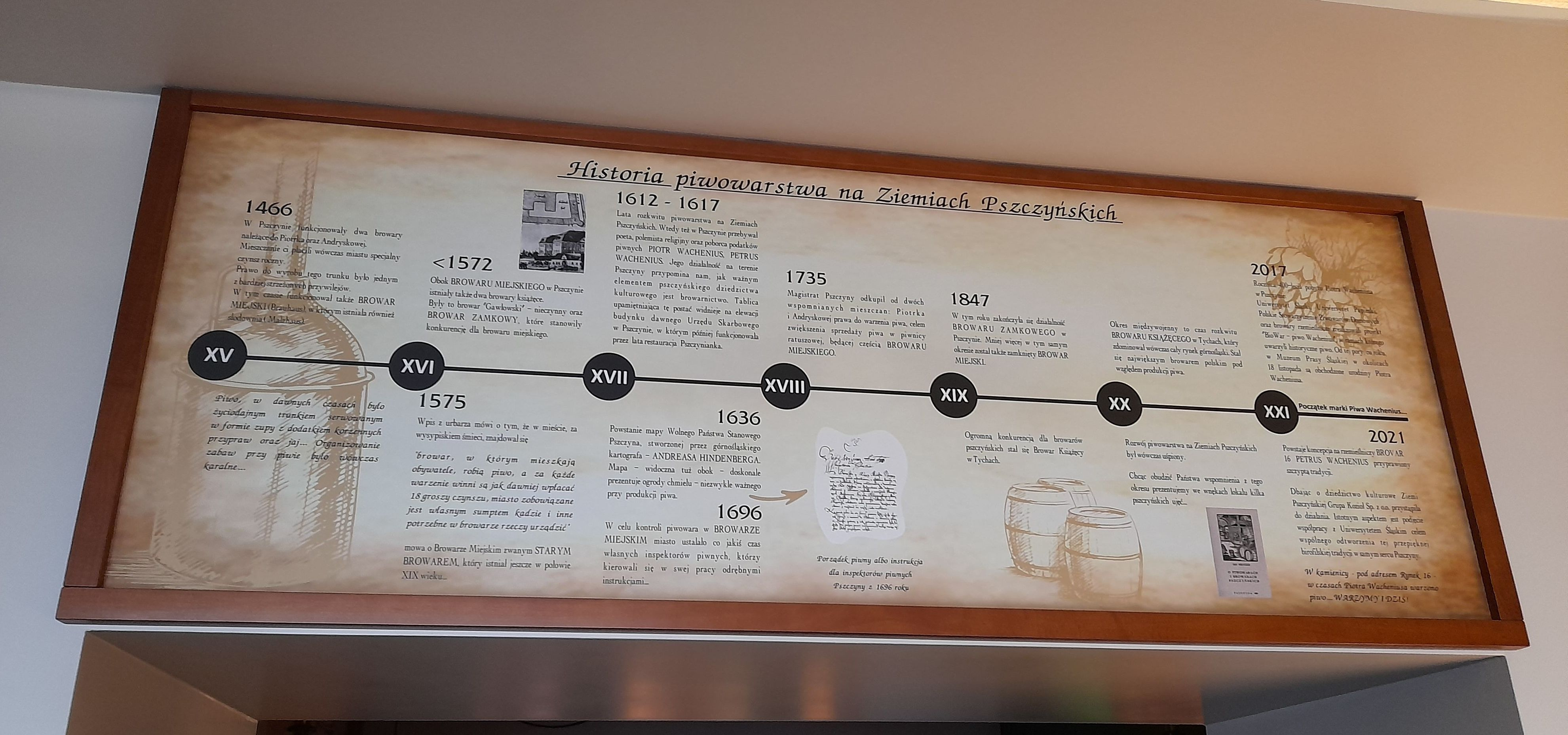
wnętrze lokalu Brovar 16 Petrus Wachenius w Pszczynie
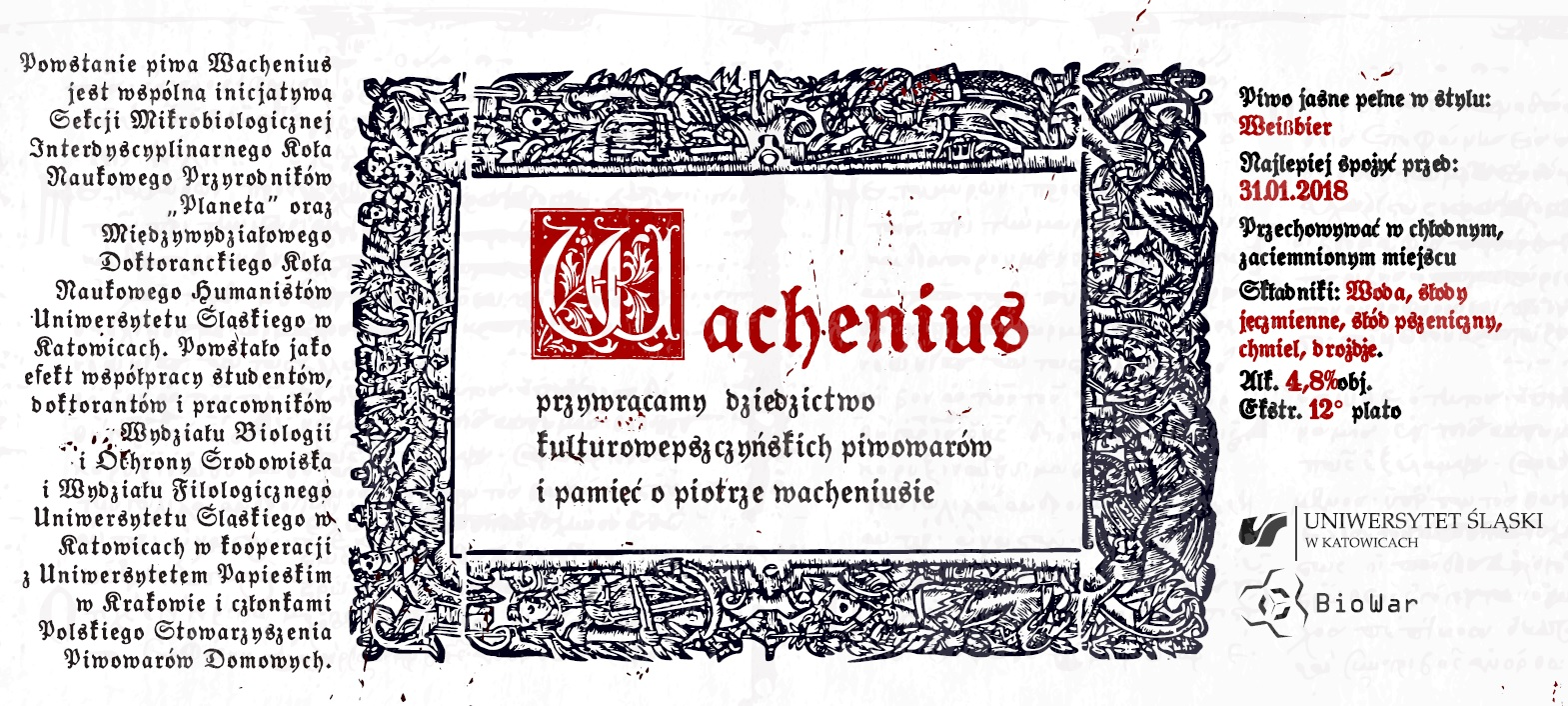
projekt BioWar